# Carl-Christian Freidank
Carl-Christian Freidank (* 4. Mai 1950 in Rostock) ist ein deutscher Wirtschaftswissenschaftler. Von 1993 bis 2016 war er Inhaber des Lehrstuhls für Betriebswirtschaftslehre, insbesondere Revisions- und Treuhandwesen an der Universität Hamburg.

## Leben
Freidank absolvierte er von 1969 bis 1971 eine Berufsausbildung zum Industriekaufmann bei Dynamit Nobel in Troisdorf. Von 1971 bis 1974 studierte er an der Fachhochschule Köln Betriebswirtschaftslehre und erlangte dort den Abschluss als Diplom-Betriebswirt. Von 1974 bis 1978 schloss sich ein Studium an der Universität zu Köln zum Diplom-Kaufmann (Dipl.-Kfm.) an. Von 1978 bis 1982 hatte Freidank eine Anstellung als Wissenschaftlicher Assistent und Akademischer Rat am Lehrstuhl für Betriebswirtschaftliche Steuerlehre und Prüfungswesen an der Universität Passau. 1981 erfolgte seine Promotion zum Dr. rer. pol. an der Wirtschaftswissenschaftlichen Fakultät der Universität Passau sowie 1989 die Habilitation an der wirtschafts- und rechtswissenschaftlichen Fakultät der Carl von Ossietzky Universität Oldenburg und die Ernennung zum Steuerberater durch die Finanzbehörde Hamburg.
Von 1982 bis 1983 war Freidank hauptamtlicher Dozent für die Studienschwerpunkte Finanz- und Rechnungswesen an der Berufsakademie Lörrach und von 1983 bis 1986 Fachleiter der Fachrichtung Steuern an der Berufsakademie Stuttgart in der Funktion eines Professors. Er agierte von 1986 bis 1989 als Professor für die Fächer Betriebliches Rechnungswesen, Bilanzsteuerrecht, steuerrechtliches Prüfungswesen sowie Wirtschaftskriminalität an der Fachhochschule für Öffentliche Verwaltung Hamburg, 1989 als Professor für Betriebswirtschaftslehre, insbesondere Betriebswirtschaftliche Steuerlehre an der Universität Hamburg, von 1989 bis 1992 als Professor für Allgemeine Betriebswirtschaftslehre (ABWL), Controlling und Betriebswirtschaftliche Steuerlehre an der Katholischen Universität Eichstätt-Ingolstadt sowie von 1992 bis 1993 als Professor für Betriebswirtschaftslehre, insbesondere Rechnungs-, Revisionswesen und Betriebswirtschaftliche Steuerlehre und Direktor des Instituts für Rechnungslegung und Controlling an der Universität St. Gallen. Von 1993 bis 2016 war Freidank schließlich Inhaber des Lehrstuhls für Betriebswirtschaftslehre, insbesondere Revisions- und Treuhandwesen an der Fakultät für Betriebswirtschaft der Universität Hamburg.
Von 1995 bis 2020 war Freidank Mitglied im Prüfungsausschuss für das Examen zum Wirtschaftsprüfer (WP) gemäß § 12 Abs. 1 Wirtschaftsprüferordnung (WPO) für die Länder Freie Hansestadt Bremen, Freie und Hansestadt Hamburg, Mecklenburg-Vorpommern, Niedersachsen und Schleswig-Holstein. Von 2007 bis 2009 war er Gründungsdekan und Vizepräsident der Privaten Hanseuniversität in Rostock-Warnemünde. Seit 2001 fungiert er außerdem als Gutachter der Alexander von Humboldt-Stiftung mit Sitz in Bonn-Bad Godesberg.

## Forschungsschwerpunkte
Seine Forschungsschwerpunkte umfassen computergestützte nationale und internationale Rechnungslegungspolitik, Steuercontrolling, Controllingkonzepte für RuT-Unternehmen, Kostenrechnung und Kostenmanagement, ökologische Aspekte der Rechnungslegung und -prüfung, Reform der Unternehmensüberwachung, Risikomanagement, und die Weiterentwicklung ausgewählter Rechnungslegungs- und Prüfungsaspekte.

## Schriften (Auswahl)
- Der Einsatz des innerbetrieblichen Rechnungswesens zum Zwecke der Herstellungskostenermittlung. Ein Beitrag zur Bewertung selbsterstellter Anlagen und Erzeugnisbestände im handels- und steuerrechtlichen Jahresabschluss der Aktiengesellschaft. Passavia-Universitätsverlag, Passau 1981, ISBN 3-922016-24-3 (Zugleich: Universität Passau, Dissertation, 1981).
- Entscheidungsmodelle der Rechnungslegungspolitik. Computergestützte Lösungsvorschläge für Kapitalgesellschaften vor dem Hintergrund des Bilanzrichtlinien-Gesetzes (= Betriebswirtschaftliche Abhandlungen. Band 75). Poeschel Verlag, Stuttgart 1990, ISBN 3-7910-0500-6.
- Carl-Christian Freidank, Hans Eigenstetter: Finanzbuchhaltung und Jahresabschluss. Eine Einführung in die Technik und Vorschriften der Rechnungslegung deutscher Unternehmen mit Aufgaben und Lösungen. Band 1: Einzelkaufmännisch geführte Handels- und Industriebetriebe. Schäffer-Poeschel Verlag, Stuttgart 1992, ISBN 3-7910-0663-0.
- Carl-Christian Freidank (Hrsg.): Rechnungslegungspolitik. Eine Bestandsaufnahme aus handels- und steuerrechtlicher Sicht. Springer-Verlag, Berlin / Heidelberg 1998, ISBN 3-540-63914-4 (books.google.de).
- Carl-Christian Freidank (Hrsg.): Die deutsche Rechnungslegung und Wirtschaftsprüfung im Umbruch. Festschrift für Wilhelm Theodor Strobel zum 70. Geburtstag. Verlag Franz Vahlen, München 2001, ISBN 3-8006-2588-1.
- Carl-Christian Freidank, Elmar Mayer (Hrsg.): Controlling-Konzepte. Neue Strategien und Werkzeuge für die Unternehmenspraxis. Mit einem Geleitwort von Albrecht Deyhle (= Wissenschaft & Praxis). 6., vollständig überarbeitete und erweiterte Auflage. Gabler Verlag, Wiesbaden 2003, ISBN 3-409-63004-X.
- Unternehmensüberwachung. Die Grundlagen betriebswirtschaftlicher Kontrolle, Prüfung und Aufsicht. Unter Mitarbeit von Remmer Sassen (= Vahlens Handbücher der Wirtschafts- und Sozialwissenschaften). Verlag Franz Vahlen, München 2012, ISBN 978-3-8006-3710-2.
- Carl-Christian Freidank, Sven Fischbach: Übungen zur Kostenrechnung. Mit 130 Aufgaben und 10 Übungsklausuren sowie ausführlichen Lösungen. 7., aktualisierte und erweiterte Auflage. Oldenbourg Verlag, München 2012, ISBN 978-3-486-71644-3 (books.google.de).
- Kostenrechnung. Grundlagen des innerbetrieblichen Rechnungswesens und Konzepte des Kostenmanagements. Unter Mitarbeit von Patrick Velte. 9., aktualisierte Auflage. Oldenbourg Verlag, München 2012, ISBN 978-3-486-71645-0 (books.google.de).
- Carl-Christian Freidank, Stefan Müller, Patrick Velte (Hrsg.): Handbuch Integrated Reporting. Herausforderung für Steuerung, Überwachung und Berichterstattung. Erich Schmidt Verlag, Berlin 2015, ISBN 978-3-503-15807-2.